# Aladinov faktor
Aladinov faktor je knjiga čiji su autori Džek Kenfild i Mark Viktor Hansen, vodeći nas kroz sadržaj, pokušali da ukažu kako tražiti i dobiti šta je željeno. Autori motivišu čitaoce da razvijajući sposobnost samopouzdanja i spremnosti za traganjem, gde svaki pojedinac može ostvari svoje želje.

## Traži i daće ti se
Ne može se tražiti dok se ne definiše šta je to. Potrebno je znati sopstvene želje. Potrebno je imati svest o tome šta pojedinac zaslužuje. Potrebno je verovati u ostvarivanje sopstvenih želja i snova. Konačno, potrebno je imati hrabrosti i zatražiti željeno.

## Kucaj i otvoriće ti se
Aladinov faktor nam ukazuje na najčešće prepreke koje ometaju pojedinca u traženju onoga što želi i uči načinima kako prevazići prepreke. Knjiga govori o ljudima koji su uspeli zato što su tražili ono što su želeli. Autori daju savete kako preokrenuti život i dosegnuti do ličnog zadovoljstva.
Knjiga vodi čitaoca kroz svet pitanja i pruža svest o značaju jasnih, direktnih, ponovljenih traženja onoga što se želi.
Autori ističu značaj novih poznanstava i iskustava, kao i otvorenost prema njima.
Želja autora je pitati, pitati, pitati, pitati sve dok se snovi ne ispune.